# Port lotniczy Nepalganj
Port lotniczy Nepalganj (IATA: KEP, ICAO: VNNG) – port lotniczy w Nepalganj, w południowo-zachodnim Nepalu. Położony jest na wysokości 165 m n.p.m.

## Linie lotnicze i połączenia
- Cosmic Air (Kathmandu)
- Yeti Airlines (Dolpa, Kathmandu, Rukumkot, Simikot)